# یومی آسو
یومی آسو (انگلیسی: Yumi Asou؛ زادهٔ ۱۵ اوت ۱۹۶۳) یک هنرپیشه اهل ژاپن است.